# فلسطینی‌ها در اردن
پناهندگان فلسطینی در اردن (انگلیسی: Palestinians in Jordan) شامل شهروندانی است که تابعیت فلسطین را دارند و به عنوان پناهنده به سر می‌برند یا شامل شهروندانی می‌شود که بخشی یا به طول کامل اصل و نسبشان فلسطینی است و در اردن زندگی می‌کنند.

## تاریخچه
اغلب نیاکان فلسطینی‌ها بین ۱۹۴۷ و ۱۹۶۷ به عنوان پناهندگان فلسطینی به اردن آمدند. امروزه، اکثر فلسطینی‌ها و فرزندانشان در اردن شهروند اردنی شده‌اند و اردن تنها کشور عربی است که پناهندگان فلسطینی ۱۹۴۸ را به‌طور کامل با مردم اردن یکپارچه کرده است.

## آمار فلسطینیان در اردن
در اردن هیچ آمار رسمی مربوط به سرشماری از ساکنان فلسطینی دراین کشور وجود ندارد، اما آمار واقعی بستگی به تعریف فرد فلسطینی دارد. در سال ۲۰۰۸، گروه بین‌المللی حقوق اقلیت‌ها برآورد کرد شهروندان اردنی که دارای منشأ فلسطینی هستند حدود ۳ میلیون نفرند. در سال ۲۰۰۹ اداره مرکزی آمار فلسطین تعداد فلسطینیان ساکن اردن را ۳٫۲۴ میلیون نفر اعلام کرد. در سال ۲۰۱۴، حدود ۲٫۱ میلیون پناهنده فلسطینی در اردن ثبت شده است. حدود ۳۷۰ هزار نفر در ۱۰ اردوگاه پناهندگان زندگی می‌کنند و بزرگ‌ترین آنها اردوگاه پناهندگان البقعه است که بیش از ۱۰۴ هزار تن در آن ساکن هستند و پس از آن اردوگاه جدید امان (الوحدات) که ۵۱٬۵۰۰ نفر جمعیت دارد.
فلسطینی‌ها عمدتاً در شمال و مرکز اردن، به ویژه در استان امان، استان زرقاء و استان اربد تمرکز دارند.